# 亀谷神社 (所沢市)
亀谷神社（かめがやじんじゃ）は、埼玉県所沢市の神社。

## 歴史
永禄年間（1558年 - 1570年）に創建された。祭神は宇迦之魂神（稲荷神）であり、当初は「稲荷神社（稲荷社）」と呼ばれていた。当社は高台に位置しており、この高台を「稲荷山」と呼んでいた。
当社の隣には「普門院」があった。普門院は真言宗の寺院で、当社の別当寺であったと推測されるが、明治初期の神仏分離により、廃寺に追い込まれた。そのため、別当寺であったかどうかは不明となっている。
1869年（明治2年）、当時の亀ヶ谷村にちなみ、「亀谷神社」に改称した。そして1872年（明治5年）、近代社格制度に基づく「村社」に列せられた。

## 交通アクセス
- 東所沢駅より徒歩18分。